# Liigalaskma
Liigalaskma is een plaats in de Estlandse gemeente Saaremaa, provincie Saaremaa. De plaats heeft de status van dorp (Estisch: küla) en telt 27 inwoners (2021).
Tot in oktober 2017 lag de plaats in de gemeente Orissaare. In die maand ging Orissaare op in de fusiegemeente Saaremaa.

## Geschiedenis
Liigalaskma werd voor het eerst genoemd in 1453. De plaats lag op het landgoed van Maasi.
Tussen 1977 en 1997 hoorde Liigalaskma bij het buurdorp Orinõmme. In 1997 werd het weer een zelfstandig dorp.